# Flughafen Sevilla

i7
i11
i13
Der Flughafen Sevilla (spanisch Aeropuerto de Sevilla-San Pablo; IATA-Code: SVQ, ICAO-Code: LEZL) ist ein Verkehrsflughafen im Südwesten der iberischen Halbinsel in der Provinz Sevilla von Spanien. 
Auf der Rangliste der Flughäfen Andalusiens liegt er nach Málaga an zweiter Stelle vor Granada-Jaén, Jerez, Almería und Córdoba.

## Geschichte
Der Flughafen in der Nähe von Sevilla wurde 1929 eröffnet und zuletzt im Vorfeld der Weltausstellung 1992 ausgebaut.
Während des Kalten Kriegs unterhielt die United States Air Force hier einen Stützpunkt, die San Pablo Air Base. Sie diente als Unterstützungseinrichtung der nahegelegenen Morón Air Base.

## Lage und Verkehrsanbindung
Der Flughafen liegt neun Kilometer nordöstlich von Sevilla und ist über die Autovia del Sur (A-4 Richtung Córdoba) angebunden. Es gibt eine regelmäßige Busverbindung (EA) zum Santa Justa-Hauptbahnhof der RENFE und zum zentral gelegenen Busbahnhof Prado de San Sebastián. Mit dem Taxi erreicht man den Flughafen vom Zentrum aus in etwa 15 Minuten.

## Flughafenanlagen

### Start- und Landebahn
Der Flughafen Sevilla verfügt über eine Start- und Landebahn. Diese trägt die Kennung 09/27, ist 3.364 Meter lang, 45 Meter breit und hat einen Belag aus Asphalt.

### Terminals
Der Flughafen besteht aus einem Passagierterminal und einer Halle, in der eine Bank, ein Café und verschiedene Geschäfte untergebracht sind. Das Passagierterminal ist mit 14 Flugsteigen und fünf Fluggastbrücken ausgestattet.

## Fluggesellschaften und Ziele
Der Flughafen von Sevilla wird von 21 Fluggesellschaften angeflogen. Ein Großteil der Passagiere wurde 2019 von Billigfluggesellschaften befördert. Die wichtigsten Fluggesellschaften waren Ryanair und Vueling Airlines.
Insgesamt werden 78 verschiedene Flughäfen angeflogen.

## Verkehrszahlen
| Jahr  | Fluggastaufkommen | Luftfracht (Tonnen) | Flugbewegungen |
| ----- | ----------------- | ------------------- | -------------- |
| 2024* | 9.175.072         | 10.954              | 71.440         |
| 2023  | 8.071.524         | 10.914              | 64.774         |
| 2022  | 6.779.453         | 9.966               | 60.363         |
| 2021  | 3.444.465         | 9.126               | 43.841         |
| 2020  | 2.315.825         | 9.634               | 33.640         |
| 2019  | 7.544.357         | 9.892               | 64.112         |
| 2018  | 6.380.483         | 12.517              | 57.913         |
| 2017  | 5.108.817         | 10.716              | 48.661         |
| 2016  | 4.625.314         | 6.626               | 45.840         |
| 2015  | 4.308.845         | 6.007               | 46.086         |
| 2014  | 3.885.434         | 5.668               | 42.379         |
| 2013  | 3.687.714         | 5.089               | 41.591         |
| 2012  | 4.292.020         | 4.774               | 48.520         |
| 2011  | 4.959.359         | 5.127               | 56.021         |
| 2010  | 4.224.718         | 5.467               | 54.499         |
| 2009  | 4.051.392         | 4.983               | 55.601         |
| 2008  | 4.392.148         | 6.102               | 65.067         |
| 2007  | 4.507.264         | 7.396               | 65.092         |
| 2006  | 3.871.785         | 11.583              | 58.576         |
| 2005  | 3.521.112         | 6.353               | 55.423         |
| 2004  | 2.678.595         | 5.053               | 44.231         |
| 2003  | 2.269.565         | 4.288               | 38.483         |
| 2002  | 2.042.068         | 4.629               | 36.124         |
| 2001  | 2.205.117         | 5.026               | 38.848         |
| 2000  | 2.116.035         | 6.000               | 38.102         |

* 2024: Vorläufige Daten

## Luftfahrtindustrie

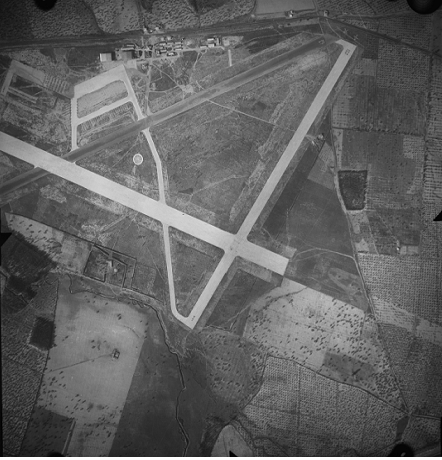
Aeropuerto de Sevilla in 1946

Neben dem ehemaligen Militärflugplatz Tablada auf der anderen Seite der Stadt ist San Pablo ein Standort von Airbus.
In San Pablo wurden in der Anfangsphase des Spanischen Bürgerkriegs in Deutschland zuvor demontierte und auf dem Seeweg verschiffte zweimotorige Bomber der damals neuesten Generation der Luftwaffe (He 111, Ju 86, Do 17) montiert, bevor sie auf den Einsatzflugplatz Tablada zur Versuchsbomberstaffel 88 überführt wurden.
Nach dem Krieg wurden hier, der Fertigungsstandort befand sich seinerzeit im Bereich des heutigen zivilen Terminals, durch Hispano Aviación die Bf 109 in Lizenz gebaut.
Nach dem Zweiten Weltkrieg konstruierte Prof. Messerschmitt in Spanien sein zweites, nach der Me 262, in Serie produziertes Kampfflugzeuge mit Turbinenantrieb, die in San Pablo montierte Hispano Aviación HA-200. Ihr Erstflug erfolgte knapp zwei Jahrzehnte nach dem Messerschmitts meistgebauter Flugzeugtyp, die Bf 109, vom nur wenige Kilometer entfernten Tablada zu ersten Kampfeinsätzen gestartet war.
Hispano Aviación ging 1972 in der CASA auf.
Zu Beginn des 21. Jahrhunderts entstanden im Südosten des Flughafenareals neue Endmontagelinien für die von der ehemaligen und inzwischen in der EADS (heute Airbus) aufgegangenen CASA entwickelten zweimotorigen Transportflugzeuge und die A400M Atlas.

## Zwischenfälle
Am 9. Mai 2015 stürzte ein Militärtransporter vom Typ Airbus A400M (Luftfahrzeugkennzeichen EC-403) kurz nach dem Start bei einem Testflug ab und zerschellte auf einem Feld 4 km nordöstlich des Flughafens. Es befanden sich 6 Personen an Bord, von denen 4 starben. Das Flugzeug war zur Auslieferung an die Türkische Luftwaffe bestimmt. Dem Piloten gelang es noch die Maschine auf ein freies Feld niedergehen zu lassen.
Kurz nach dem Unglück gab Airbus bekannt, dass vermutlich ein Problem der Triebwerkssteuersoftware in der FADEC verantwortlich für das Unglück war und schloss einen Konstruktionsfehler aus.